# NGC 5466
NGC 5466 هي مجرة تتبع كوكبة العواء. اكتشفها ويليام هيرشل في 17 مايو 1784.

## روابط خارجية
- NGC 5466 على موقع ويكي سكاي: DSS2, SDSS, GALEX, IRAS, Hydrogen α, X-Ray, Astrophoto, Sky Map, Articles and images